# Martin Carver
Martin Carver est un archéologue britannique né le 8 juillet 1941.
Il est notamment responsable de la troisième grande campagne de fouilles à Sutton Hoo, de 1983 à 2001.

## Quelques publications
- 1987 : Underneath English Towns
- 1992 : The Age of Sutto Hoo (éditeur)
- 1993 : Arguments in Stone : Archaeological Research and the European Town in the First Millennium AD
- 1998 : Sutton Hoo : Burial Ground of Kings?
- 2003 : Archaeological Value and Evaluation
- 2003 : The Cross Goes North : Processes of Conversion in Northern Europe, AD 300-1300 (éditeur)
- 2009 : Archaeological Investigation
- 2010 : The Birth of a Borough : Archaeological studies of Anglo-Saxon Stafford
- 2010 : Signals of Belief : Anglo-Saxon Paganism revisited (éditeur)
- 2010 : Making Archaeology Happen: Design versus Dogma
- 2011 : The Archaeology of Medieval Europe : Twelfth to Sixteenth Centuries (éditeur)
- 2017 : The Sutton Hoo Story : Encounters with Early England
- 2019 : Formative Britain : An Archaeology of Britain, fifth to eleventh century